# Produktionsweise

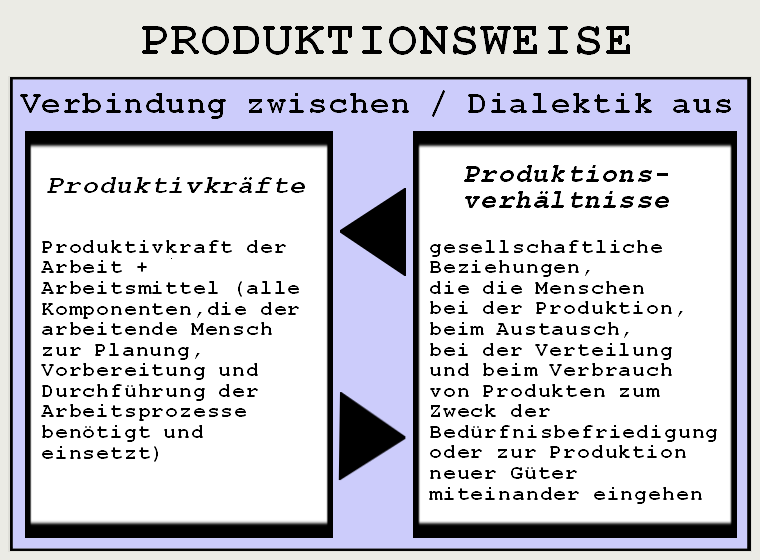
Wechselwirkung, Dialektik der Produktivkräfte und Produktionsverhältnisse

Darstellung der kapitalistischen Produktionsweise

Als Produktionsweise einer Gesellschaft(sordnung) bezeichnet man im Marxismus die Art und Weise der Erzeugung materieller Güter in Abhängigkeit von der jeweiligen gesellschaftlichen Entwicklung. Die Produktionsweise besteht aus den Komponenten  Produktivkräfte und Produktionsverhältnisse, die im historischen Verlauf eine dialektischen Beziehung eingehen und das grundlegende Gesetz der Übereinstimmung der Produktionsverhältnisse mit dem Charakter der Produktivkräfte bilden. Zusammen bilden sie die reale, materielle Basis des sozio-politischen und geistigen Lebens einer Gesellschaftsformation.
Die Produktionsweise ist ein zentraler Begriff in der Geschichtstheorie des Marxismus, ihr wird in der dynamischen (und revolutionären) Entwicklung der menschlichen Gesellschaften ein zentraler Stellenwert zugemessen. Aus dem Widerspruch zwischen der kontinuierlichen Entwicklung der Produktivkräfte und den je bestehenden Produktionsverhältnissen entsteht in einem dialektischen Prozess ein neues Produktionsverhältnis und somit auch eine neue Produktionsweise.

## Produktionsweisen
Karl Marx und Friedrich Engels nennen vier Produktionsweisen, welche die europäischen Gesellschaften in einem materialistisch-dialektischen Prozess bisher durchliefen:
- Urgesellschaft
- Sklavenhaltergesellschaft
- Feudale Gesellschaft
- Bürgerliche Gesellschaft (Kapitalismus)

Es werden auch weitere ökonomische Gesellschaftsformationen wie die Asiatische Produktionsweise beschrieben, die für inner-marxistische Debatten von Bedeutung ist.